# Liao Type 13
Liao Type 13 — ружьё, которое реализовало свойства Mauser Model 4 (китайская версия) и Arisaka. В основном они были построены в Мукденском арсенале в Маньчжоу-го.

## История
Завод был основан в Шэньяне (тогда Мукден) начал выпускать винтовку около 1924. После японского вторжения в Маньчжурию в 1931 производство винтовок продолжалось уже в марионеточном государстве Маньчжоу-го. Винтовки первоначально использовались солдатами Чжан Цзолиня (который основал завод) в различных битвах в эру милитаристов. Впоследствии Мукденского инцидента японской стороной было захвачено 72 679 винтовок. Количество винтовок к началу японо-китайской войны было довольно небольшое из-за программы стандартизации и перехода на японское оружие в 1930-е годы. Коллаборационистская Национальная армия Мэнцзяна принца Дэмчигдонрова и более позднее марионеточное государство Мэнцзян имели 10 000 таких винтовок, полученных в 1929 году.